# Saint-Georges, Charente

Saint-Georges este o comună în departamentul Charente, Franța. În 1 ianuarie 2022 avea o populație de 44 de locuitori.